# Eisolzried
Eisolzried ist ein Gemeindeteil von Bergkirchen im oberbayerischen Landkreis Dachau. Das Dorf liegt circa einen Kilometer westlich von Bergkirchen und ist über die Kreisstraße DAH 10 zu erreichen.

## Geschichte

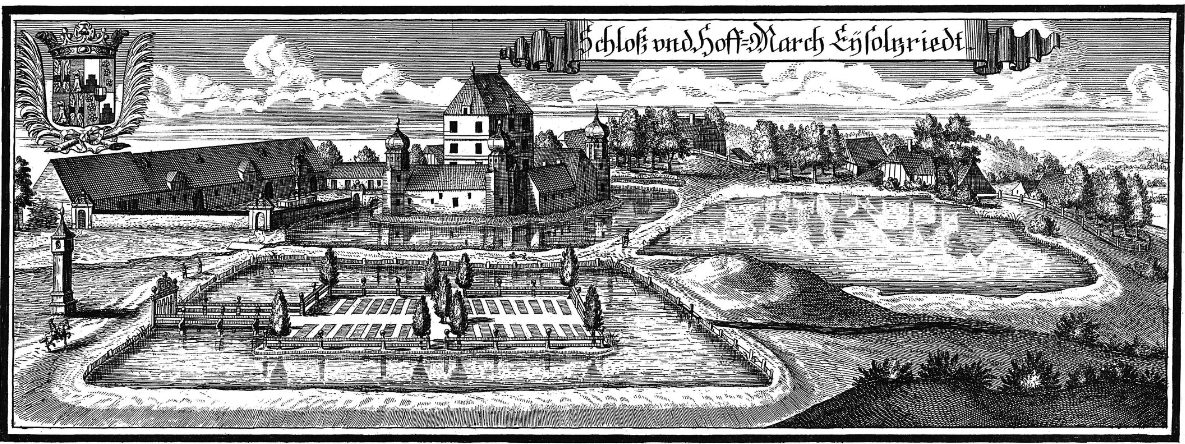
Schloss und Hofmark Eisolzried nach einem Kupferstich von Michael Wening (1726)

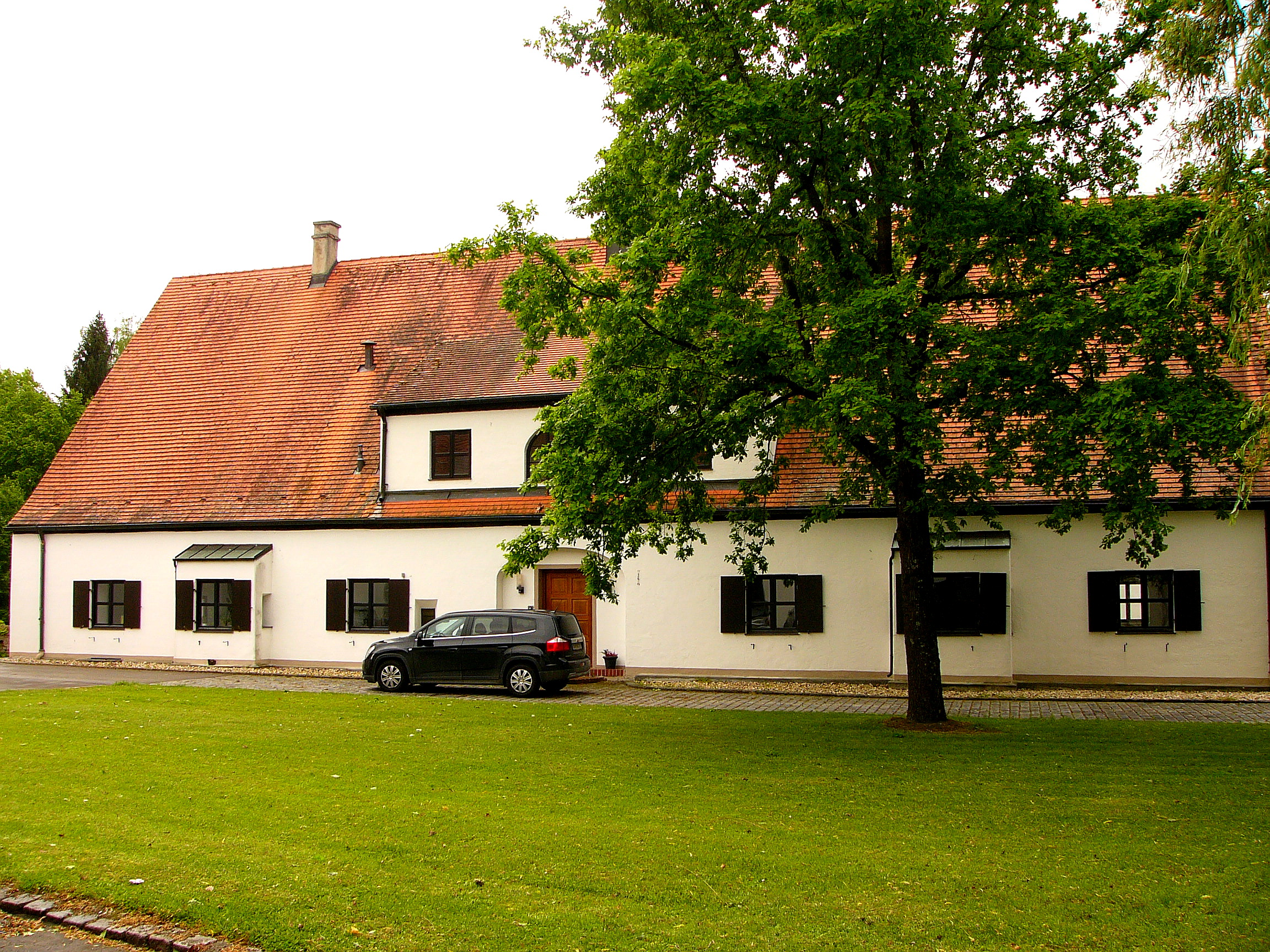
Wohnhaus eines Gutshofes

In Eisolzried wurde zur Römerzeit vermutlich im 1. Jahrhundert nach Christus eine Ziegelei betrieben.
Der Name wurde in einer Urkunde von 1140 als „Isoltesriet“ erstmals verschriftlicht. Er bedeutet ‚Rodung des Isolt‘. Anfang des 13. Jahrhunderts wurde eine Burg erwähnt, die von den Herren von Eisolzried erbaut wurde. Spätere Besitzer waren die Preysing, die Stätzlinger (1390–1467), Herzog Siegmund von Bayern (1467–79), die Hundt zu Lautterbach (1598–1727), von Ruffin (1727 bis um 1800) und von Lotzbeck (Gründer der bekannten  Schnupftabakfabrik Lotzbeck u. Cie.) bis 1916. Das Hofmarkschloss in Eisolzried wurde 1889 abgebrochen.
Am 1. Mai 1978 wurden die bisher selbstständigen Gemeinden Eisolzried, Feldgeding, Lauterbach und Oberbachern aufgelöst und mit Gebietsteilen der aufgelösten Gemeinden Günding und Kreuzholzhausen zur neuen Gemeinde Bergkirchen zusammengefügt.

## Naturdenkmäler

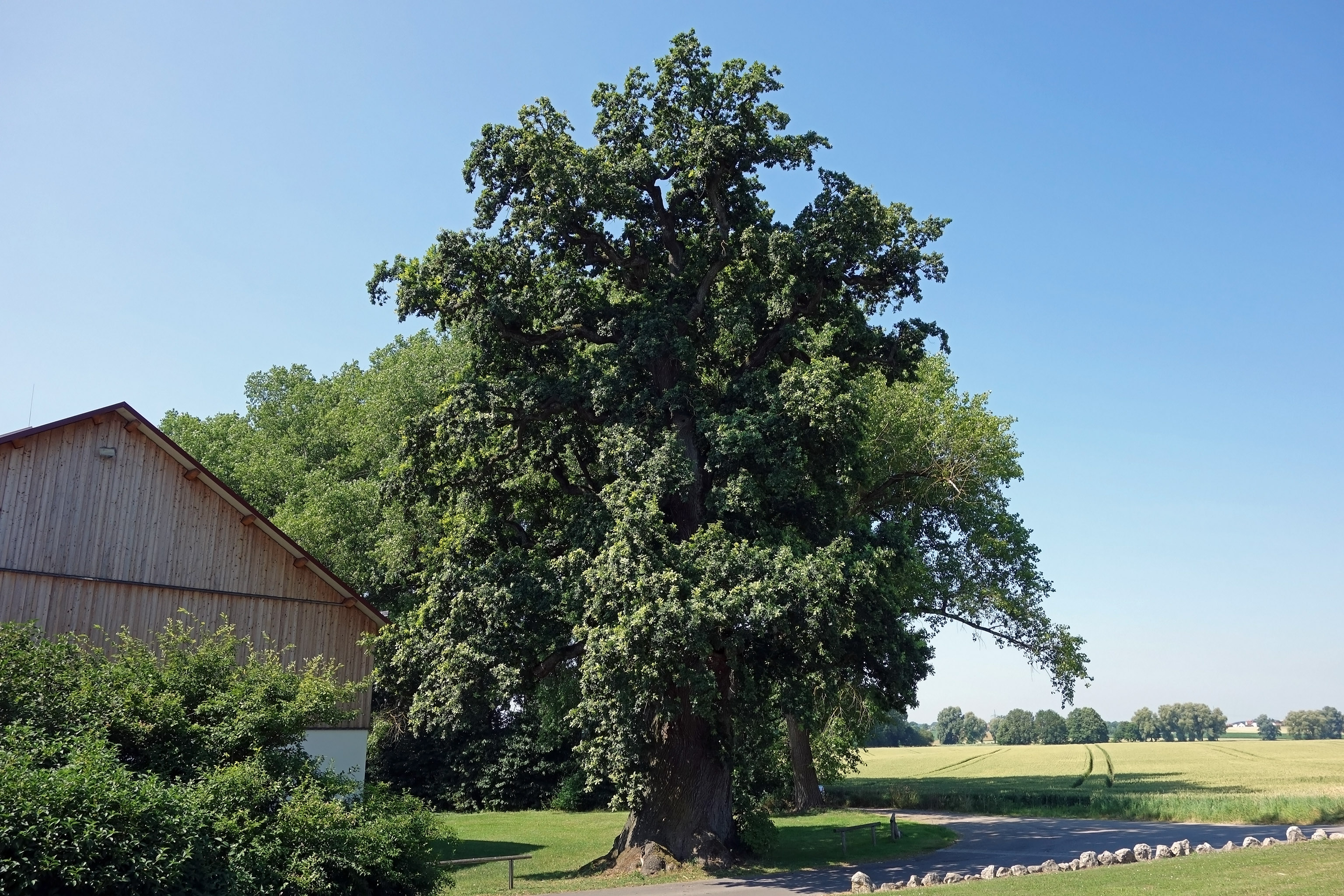
Schlosseiche Eisolzried

- Schlosseiche bei Eisolzried